# Städernas allmänna brandstodsbolag

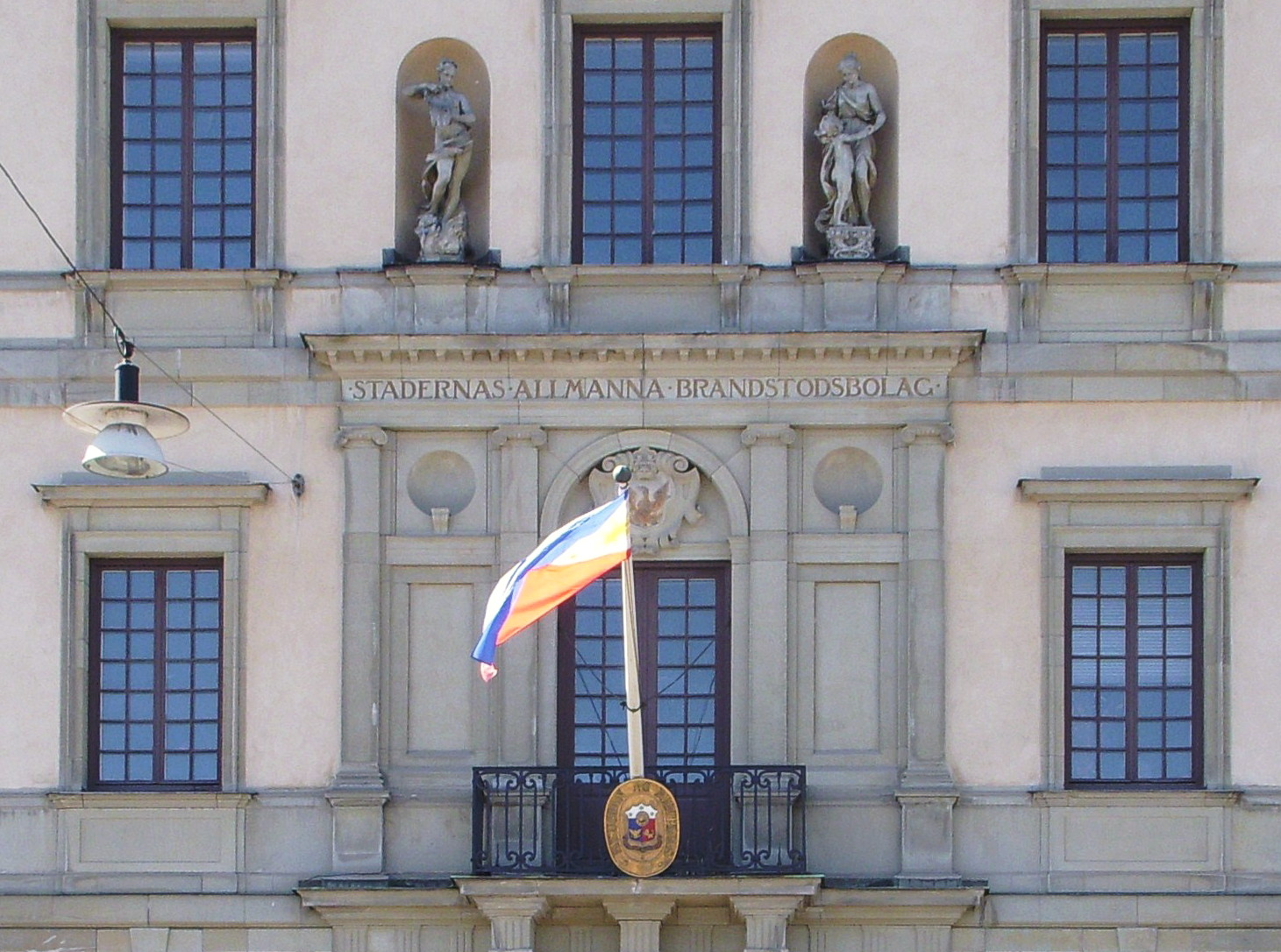
Bolagets tidigare kontor Skeppsbron 20.

Städernas Allmänna Brandstodsbolag var ett svenskt försäkringsbolag som bildades 1828. Bolagets styrelse hade sitt säte i Stockholm.

## Historik

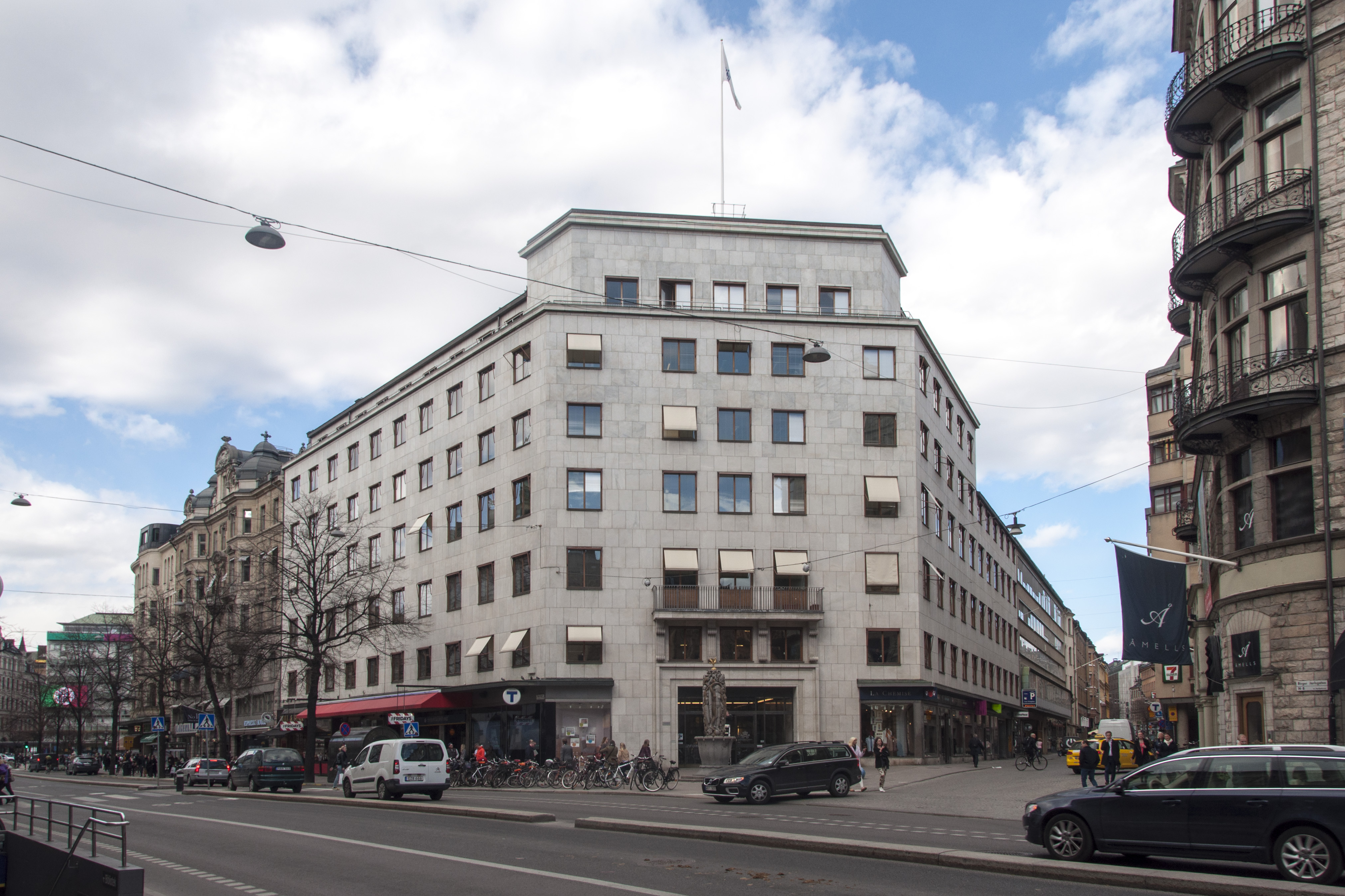
Bolagets tidigare kontor på fastigheten Sperlingens backe 47, Birger Jarlsgatan 16.

År 1782 bildades Allmänna Brandförsäkringsfonden. Från och med år 1828 fanns två självständiga bolag; Allmänna brandförsäkringsverket för byggnader på landet och Städernas Allmänna Brandstodsbolag som försäkrade byggnader i städerna. Till en början försäkrades offentliga byggnader som skolhus, kyrkor, prästgårdar och tingshus, industrier och bruk samt enskilda större gårdar. Brandstod betyder ersättning på grund av brandskada.
År 1901 lät man uppföra ett nytt kontor på Skeppsbron 20, ritat av Isak Gustaf Clason. Företagets medalj visar på ena sidan fågel fenix som stiger upp ur en brinnande stad. Plaketten på de av bolaget försäkrade byggnaderna hade en annan utformning.
Ett nytt kontor invigdes 1935 på fastigheten Sperlingens backe 47 (Birger Jarlsgatan 16). Det ritades av den förre arkitektens son Gustaf Clason. Det nya huset ersatte då en stor hörnbyggnad från 1890-talet ritat av Hjalmar Kumlien. Clasons byggnad fick en fasad i vit Ekebergsmarmor och under den överbyggda gården inrättades premiärbiografen Spegeln.
År 1949 utvidgade bolaget sin verksamhet till att omfatta all slags skadeförsäkring och ändrade namnet till Städernas Allmänna Försäkringsbolag. Vid årsskiftet 1964/65 uppgick Försäkringsaktiebolaget Hansa och Skogsförsäkringsaktiebolaget i Städernas Allmänna Försäkringsbolag. Bolaget kallades därefter Städernas Allmänna Försäkringbolag-Hansa ömsesidigt och från 1967 Hansa-koncernen. Slutligen skedde en fusion mellan försäkringsbolagen Trygg och Hansa år 1970. Bolagen benämns numera  Trygg-Hansa.
Bland bolagets direktörer märks från 1926 det förra finansborgarrådet Carl Juhlin-Dannfelt.